# Ain Manawir

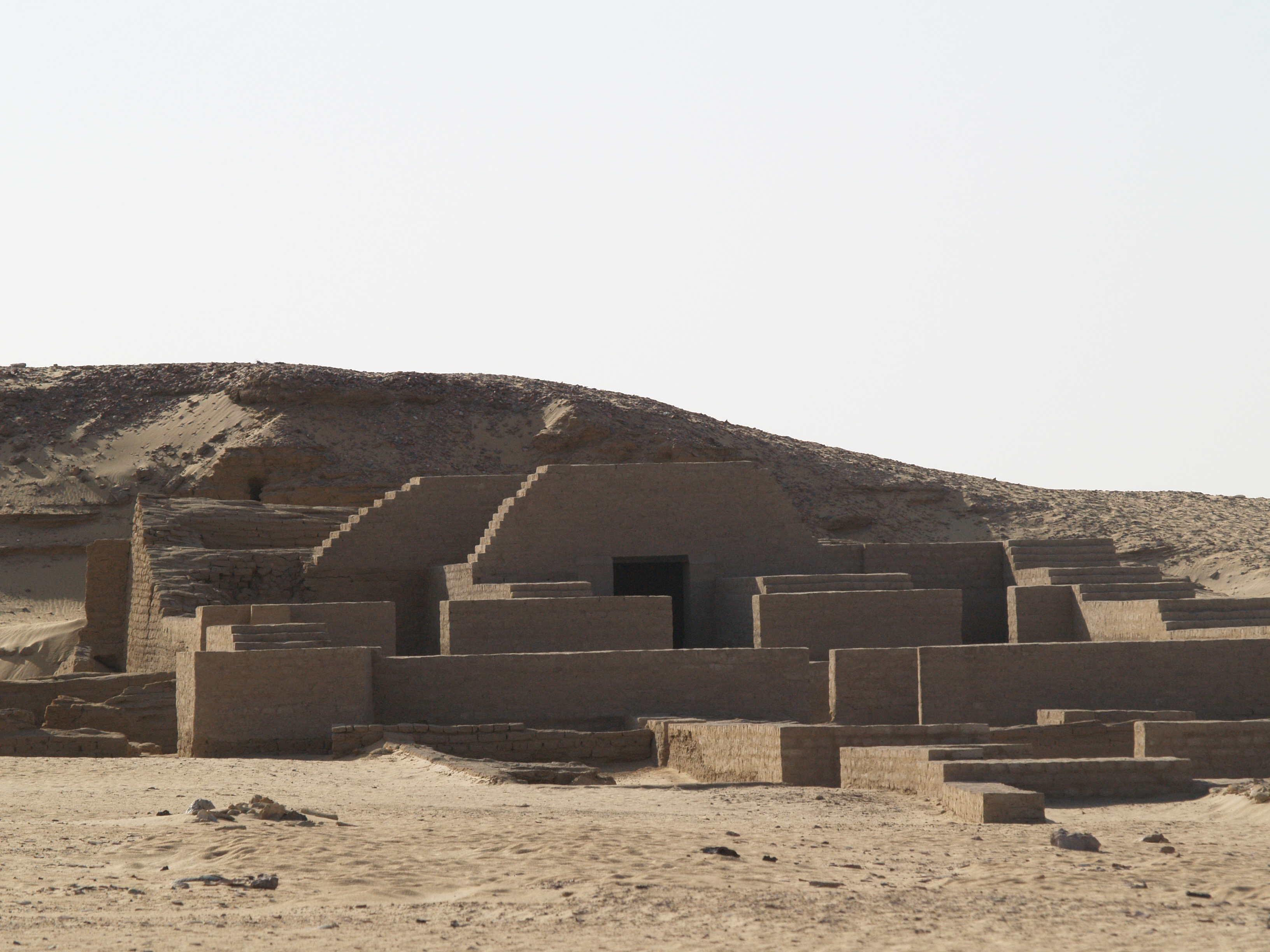
Ain Manawir

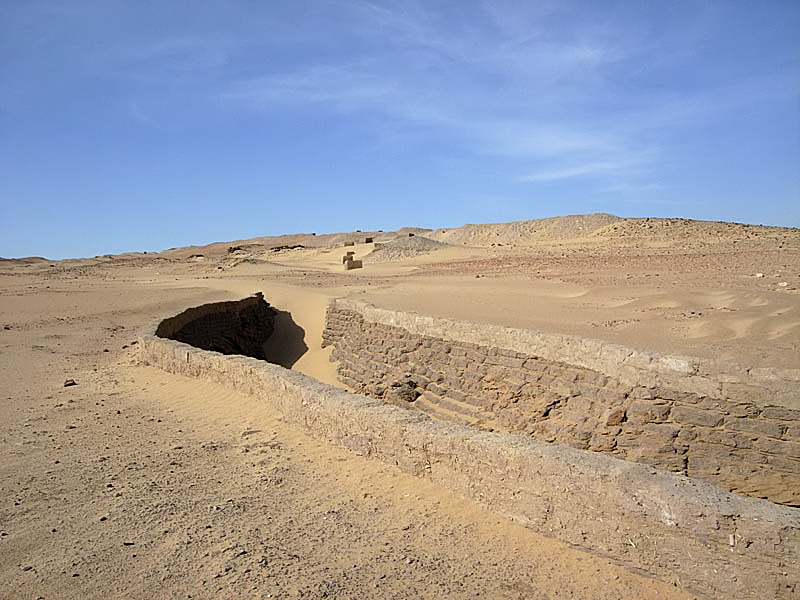
Qanat in Ain Manawir.

Ain Manawir (arabisch عين مناور ʿAin Manāwir) ist eine archäologische Stätte in der Oase el-Charga in der libyschen Wüste, etwa 5 km nordwestlich von Qasr Dusch und ca. 80 km südlich der Stadt el-Charga.

## Erforschung
Seit 1994 finden in Ain Manawir Grabungen des Institut français d’archéologie orientale unter der Leitung von Michel Wuttmann statt. Der Ort war bereits für seine unterirdischen Bewässerungssysteme (Qanats) bekannt. Im Laufe der Grabungen kamen eine antike Siedlung sowie ein Tempel aus Lehmziegeln zutage, der dem Gott Osiris-iu (Wsir-iw) geweiht war. Innerhalb des Tempels wurden zahlreiche bronzene Osiris-Statuetten gefunden, die in einer Kapelle abgelegt wurden.
Ein Archiv aus über 300 demotischen Ostraka, von denen nur ein Teil entzifferbar ist, wurde in einem Haus entdeckt, das an die Südwand des Tempels anschloss. Die Ostraka haben eine Laufzeit von ca. 445 bis 390 v. Chr. und umfassen Verträge über Tempeldienste und Wassertage (zur Nutzung der nahe gelegenen Bewässerungssysteme), Konzessionen für die Vogeljagd, Getreidedarlehen sowie Quittungen, Briefe, Listen und Abrechnungen.
Die Dokumente zeigen, dass die ca. 20 Bewässerungsanlagen von Ain Manawir nicht in römischer Zeit, sondern bereits unter der Herrschaft der Achämeniden errichtet wurden. Ähnliche Bewässerungssysteme (Qanats) sind auch aus anderen Teilen des Perserreiches bekannt. Die Qanats ermöglichten das Kultivieren des umliegenden Landes und waren vom 5. Jahrhundert v. Chr. bis zum 3. Jahrhundert n. Chr. in Gebrauch.
Ein Ostrakon (O. Manawir 5446) nennt einen Inaros, den Großen der Rebellen, der vielleicht identisch ist mit einem Rebellenkönig, unter dem Ägypten zeitweilig vom Perserreich abtrünnig wurde. Darüber hinaus nennen einige Ostraka des Archivs den griechischen Stater als Zahlungsmittel.
In Ain Manawir wurden auch Überreste paläolithischer Besiedlung gefunden.